# Gabriel Costa (politico)
Gabriel Arcanjo Ferreira da Costa (1954) è un politico saotomense.
È stato primo ministro di São Tomé e Príncipe dal marzo all'ottobre 2002 e nuovamente dal dicembre 2012 al novembre 2014.
Dal 2000 al 2002 ha ricoperto il ruolo di ambasciatore in Portogallo.